# قائمة أعلام الولايات المتحدة

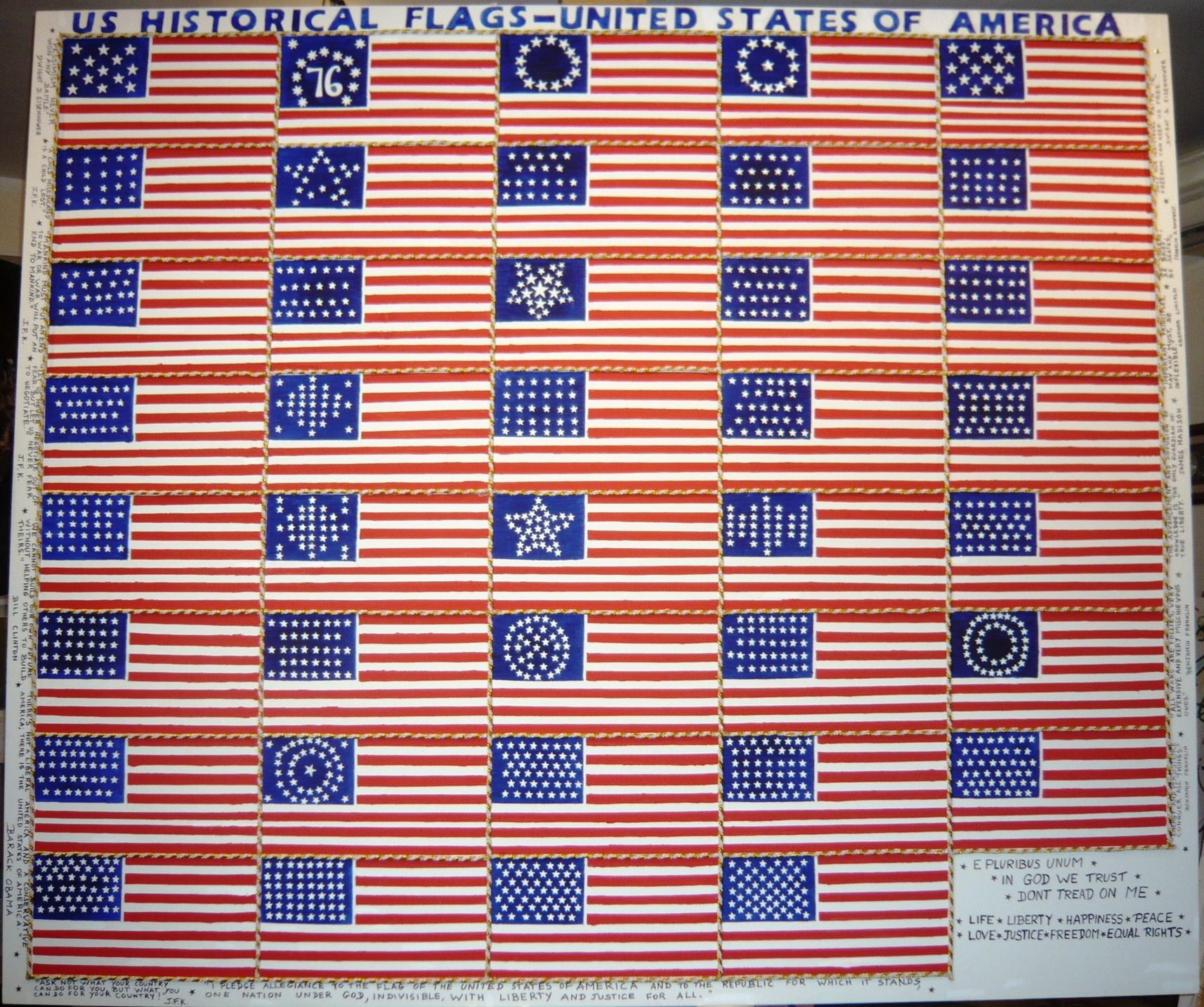
لوحة زيتية بأبعاد 2.00 م × 1.70 م تظهر أعلام الولايات المتحدة التاريخية.

هذه قائمة أعلام الولايات المتحدة تصف تطور علم الولايات المتحدة ، بالإضافة إلى الأعلام الأخرى المستخدمة داخل الولايات المتحدة، مثل أعلام الوكالات الحكومية، وأعلام السفارات والسفن.

## الأعلام الوطنية

### تاريخ تطور التصميم
أضيفت نجمة لكل ولاية جديدة إلى العلم في يوم الاستقلال سنة 1818. ،وبعد قبول انضمام ولاية تضيف نجمة أخري إلي العلم. وكان هذا الإجراء هو الشئ الوحيد الذي أضيف إلي العلم منذ سنة 1777، باستثناء التغييرات في عامي 1795 و1818، والتي زادت عدد خطوط العلم إلى خمسة عشر ثم أعادتها إلى ثلاث عشرة على التوالي. ويرجع هذا إلي النمط الدقيق للنجوم لم يحدد قبل سنة 1912، فإن العديد من الأعلام الوطنية الأمريكية التاريخية (كما هو موضح) كان لها ترتيبات متنوعة للنجوم.
- 1776–1777 (the "Grand Union Flag")
- 1777–1795 (13 stars)
- Betsy Ross  [لغات أخرى]‏ circular 13-star version (1792) *other
- "Hopkinson" version (1777-1795) *other
- Battle of Bennington  [لغات أخرى]‏ version (1777) *other
- 1795–1818 (the "Star-Spangled Banner  [لغات أخرى]‏", 15 stars, 15 stripes)
- 1818–1819 (20 stars)
- 1819–1820 (21 stars)
- 1820–1822 (23 stars)
- 1822–1836 (24 stars)
- 1836–1837 (25 stars)
- 1837–1845 (26 stars)
- 1845–1846 (27 stars)
- 1846–1847 (28 stars)
- 1847–1848 (29 stars)
- 1848–1851 (30 stars)
- 1851–1858 (31 stars)
- 1858–1859 (32 stars)
- 1859–1861 (33 stars)
- 1861–1863 (34 stars)
- 1863–1865 (35 stars)
- 1865–1867 (36 stars)
- 1867–1877 (37 stars)
- 1877–1890 (38 stars)
- 1890–1891 (43 stars)
- 1891–1896 (44 stars)
- 1896–1908 (45 stars)
- 1908–1912 (46 stars)
- 1912–1959 (48 stars)
- 1959–1960 (49 stars)
- 1960–present (50 stars)

## أعلام الولايات

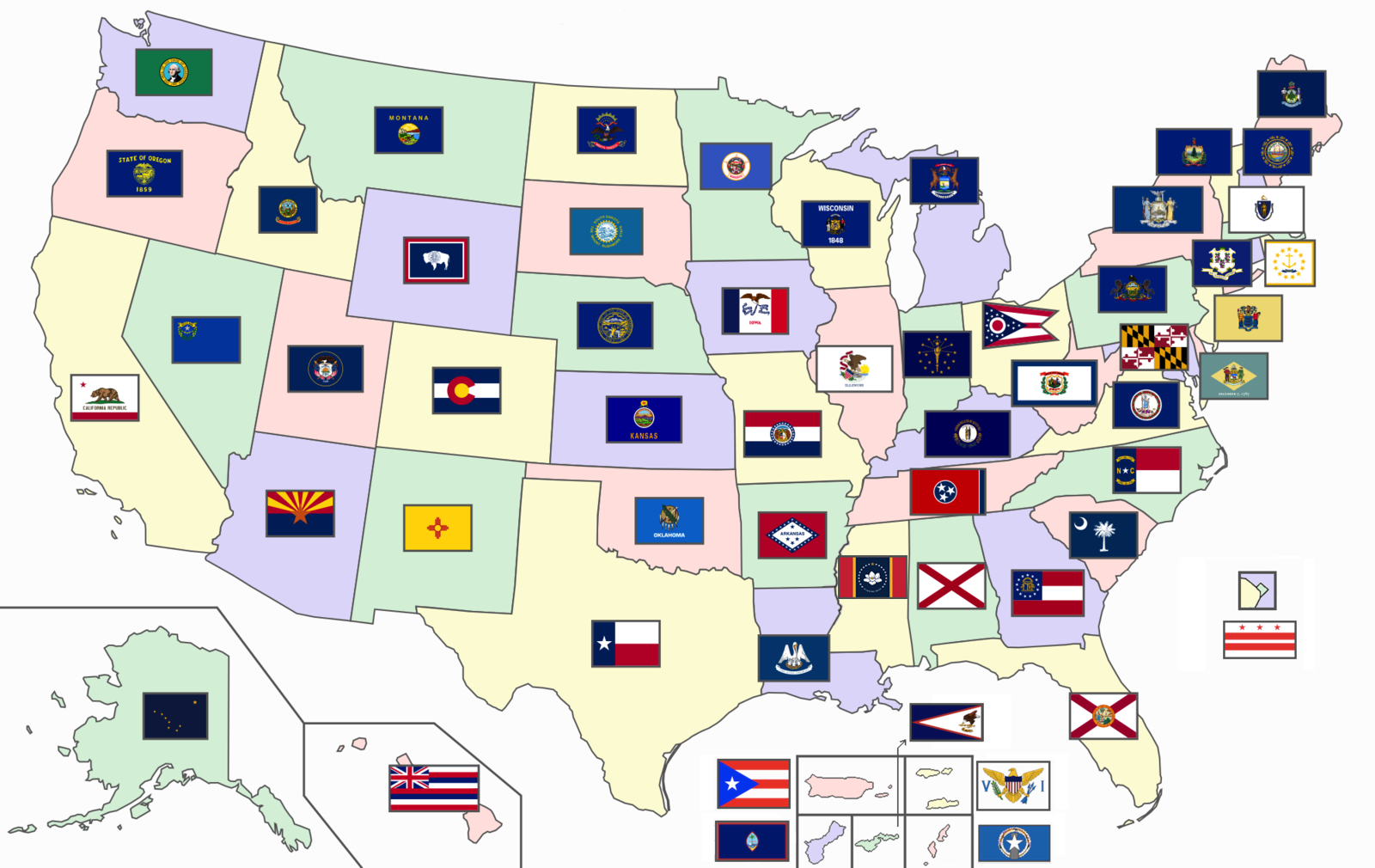
خريطة توضح أعلام الولايات الأمريكية الخمسين ومقاطعة كولومبيا والأراضي الأمريكية الخمس المأهولة

تعرض القائمة أعلام الولايات المتحدة والأقاليم والمقاطعة الفيدرالية وتحتوي علي مجموعة متنوعة من التأثيرات الإقليمية والتاريخ المحلي، بالإضافة مبادئ تصميم مختلفة. تشترك أغلبية أعلام الولايات في نفس التصميم الذي يتكون من شارات الدولة المتراكب على خلفية زرقاء اللون، عادةً كل لون مختلف من اللون الأزرق، والذي يظل مصدرًا لانتقادات من علماء الأعلام .
أحدث علم حالياً في الولايات المتحدة هو علم ولايةميسيسيبي (3 نوفمبر 2020، رسميًا 11 يناير 2021)،و أحدث علم إقليمي حالي هو علم جزر ماريانا الشمالية (1 يوليو 1985).

### تاريخ
يعود تاريخ أعلام الولايات المتحدة الحديثة إلى القرن الثامن العشر، عندما أرادت الولايات أن يكون لها رموز مميزة في المعرض العالمي الكولومبي سنة 1893 في شيكاغو، ولاية إلينوي . اعتمد تصميم معظم أعلام الولايات الأمريكية في الفترة ما بين عام 1893 والحرب العالمية الأولى .
وفقًا لاختيار عينة عشوائية قامت بها جمعية أمريكا الشمالية لعلم الفلك سنة 2001، اختري ولاية نيومكسيكو كأفضل علم ولاية أمريكية أو إقليم أمريكي أو مقاطعة كندية ، بينما صنف علم ولاية جورجيا على أنه أسوأ تصميم. اعتمدت جورجيا علمًا جديدًا سنة 2003؛ ولا يزال علم ولاية نبراسكا مستخدم حتي الآن، وحصل علي المرتبة الثانية.

### أعلام الولايات الحالية
تشير التواريخ إلي وقت اعتماد العلم من قبل المجلس التشريعي للولاية.
- Flag of ألاباما
(February 16, 1895)[4]
- Flag of ألاسكا
 (May 2, 1927)
- Flag of أريزونا
 (February 27, 1917)
- Flag of أركنساس
 (February 26, 1913)
- Flag of كاليفورنيا
 (February 3, 1911)
- Flag of كولورادو
 (June 5, 1911)
- Flag of كونيتيكت
 (September 9, 1897)
- Flag of ديلاوير
 (July 24, 1913)
- Flag of فلوريدا
 (May 6, 1868)
- Flag of جورجيا
 (February 19, 2003)
- Flag of هاواي
 (December 29, 1845)
- Flag of أيداهو
 (March 12, 1907)
- Flag of إلينوي
 (September 17, 1969)
- Flag of إنديانا
 (May 11, 1917)
- Flag of آيوا
 (March 29, 1921)
- Flag of كانساس
 (September 24, 1961)
- Flag of كنتاكي
 (March 26, 1918)
- Flag of لويزيانا
 (November 22, 2010)[5]
- Flag of مين
 (February 23, 1909)
- Flag of ماريلند
 (March 9, 1904)
- Flag of ماساتشوستس
 (July 3, 1971)
- Flag of ميشيغان
 (August 1, 1911)
- Flag of مينيسوتا
 (August 2, 1983)
- Flag of مسيسيبي
 (January 11, 2021)
- Flag of ميزوري
 (March 22, 1913)
- Flag of مونتانا
 (July 1, 1981)
- Flag of نبراسكا
 (July 16, 1963)
- Flag of نيفادا
 (July 25, 1991)
- Flag of نيوهامبشير
 (1931)
- Flag of نيوجيرسي
 (May 11, 1896)
- Flag of نيومكسيكو
 (March 15, 1925)
- Flag of New York
 (April 2, 1901)
- Flag of كارولاينا الشمالية
 (March 9, 1885)[6]
- Flag of داكوتا الشمالية
 (March 11, 1911)
- Flag of أوهايو
 (May 9, 1902)
- Flag of أوكلاهوما
 (April 2, 1925)[7][8]
- Flag of أوريغن (obverse)
 (April 15, 1925)[9]
- Flag of أوريغن (reverse)
- Flag of بنسيلفانيا
 (June 13, 1907)
- Flag of رود آيلاند
 (November 1, 1897)
- Flag of كارولاينا الجنوبية
 (January 26, 1861)
- Flag of داكوتا الجنوبية
 (November 9, 1992)
- Flag of تينيسي
 (April 17, 1905)
- Flag of تكساس
 (January 25, 1839)
- Flag of يوتا
 (February 16, 2011)[10]
- Flag of فيرمونت
 (June 1, 1923)
- Flag of فرجينيا
 (March 28, 1912)[11]
- Flag of Washington
 (March 5, 1923)
- Flag of فيرجينيا الغربية
 (March 7, 1929)
- Flag of ويسكونسن
 (May 1, 1981)[12]
- Flag of وايومنغ
 (January 31, 1917)

### علم المقاطعات الفيدرالية الحالية.
- Flag of the District of Columbia
 (منطقة فدرالية)

### أعلام المناطق حالياً
- Flag of ساموا الأمريكية
 (unincorporated unorganized territory)
- Flag of غوام
 (unincorporated organized territory)
- Flag of the جزر ماريانا الشمالية
 (unincorporated organized territory with Commonwealth status)
- Flag of بورتوريكو
 (unincorporated organized territory with Commonwealth status)
- Flag of the جزر العذراء الأمريكية
 (unincorporated organized territory)